# Andrew Esinhart
Andrew Esinhart, né le 27 décembre 1838 à La Prairie et mort vers 1915 aux États-Unis, est un marchand et homme politique québécois.

## Biographie
Il est le fils d'Andrew Eisenhart, aubergiste, et de Charlotte Barbeau.
De 1871 à 1875, il est député de La Prairie à l'Assemblée législative du Québec.